# Химерний рецептор антигена

Виробництво та інфузія Т-клітин рецептора химерного антигену:
1. Т-клітини виділяють з крові пацієнта
2. Новий ген, що кодує химерний рецептор антигену, вбудований у Т-клітини
3. Сконструйовані Т-клітини тепер специфічні до бажаного цільового антигену
4. Сконструйовані Т-клітини розмножують у культурі тканин
5. Сконструйовані Т-клітини вводять назад у пацієнта

Химерні рецептори антигенів (англ. Chimeric antigen receptors CAR) — також відомі як химерні імунорецептори, химерні рецептори Т-клітин або штучні рецептори Т-клітин — у біології це рецепторні білки, які були сконструйовані, щоб надати Т-клітинам нову здатність націлюватися на специфічний антиген. Рецептори є химерними, оскільки вони поєднують функції зв'язування антигену та функції активації Т-клітин в одному рецепторі.
Т- клітинна терапія CAR використовує Т-клітини, створені за допомогою CAR, для лікування раку. Передумовою імунотерапії CAR T є модифікація Т-клітин для розпізнавання ракових клітин для більш ефективного націлювання та знищення їх. Вчені збирають Т-клітини у людей, генетично змінюють їх, а потім вливають отримані Т-клітини CAR пацієнтам, щоб атакувати їхні пухлини.
Т-клітини CAR можуть бути отримані або з Т-клітин у власній крові пацієнта (автологічно), або з Т-клітин іншого здорового донора (алогенно). Після виділення від людини ці Т-клітини генетично модифікуються для експресії специфічного CAR за допомогою вектора, отриманого зі сконструйованого лентивірусу, такого як ВІЛ. CAR програмує Т-клітини реципієнта націлюватися на антиген, який присутній на поверхні пухлини. З міркувань безпеки Т-клітини CAR розроблені таким чином, щоб бути специфічними до антигену, який експресується на пухлині, але не експресується на здорових клітинах.
Після введення пацієнту Т-клітин CAR вони діють як «живий препарат» проти ракових клітин. Коли вони контактують з цільовим антигеном на поверхні клітини, Т-клітини CAR зв'язуються з ним і стають активованими, а потім продовжують проліферацію та стають цитотоксичними. Т-клітини CAR руйнують клітини за допомогою кількох механізмів, включаючи екстенсивну стимульовану клітинну проліферацію, підвищення ступеня їх токсичності для інших живих клітин (цитотоксичність) і викликаючи підвищену секрецію факторів, які можуть впливати на інші клітини, таких як цитокіни, інтерлейкіни та фактори росту.
Поверхня Т-клітин CAR може нести будь-який з двох типів корецепторів, CD4 і CD8. Ці два типи клітин, що називаються CD4+ і CD8+ відповідно, мають різні та взаємодіючі цитотоксичні ефекти, і виявляється, що терапія, яка використовує співвідношення типів клітин 1:1, забезпечує синергетичний протипухлинний ефект.